# Тумень
Тумень (укр. Тумень) — село в Высоцкой сельской общине Сарненского района Ровненской области Украины.
До 2020 года входило в Дубровицкий район.
Население по переписи 2001 года составляло 566 человек. Почтовый индекс — 34110. Телефонный код — 3658. Код КОАТУУ — 5621888701.